# Shinjū
Pour les articles homonymes, voir Shinju.

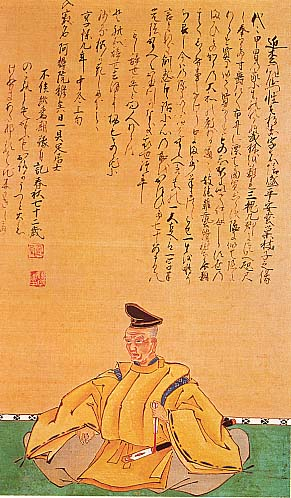
Chikamatsu Monzaemon

Le Shinjū (心中, mot composé des caractères pour « esprit » et « centre ») est un terme japonais qui signifie « double suicide » ou « suicide amoureux », dans le sens de la célèbre pièce, Shinjū ten no Amijima (Suicides d'amour à Amijima), écrite au XVIIe siècle par Chikamatsu Monzaemon pour le théâtre de marionnettes (bunraku ou théâtre jōruri) et qui fut ensuite adaptée au cinéma.

## Signification
Dans le langage courant, le terme shinjū est utilisé pour désigner tout suicide en groupe de personnes liées par l'amour, généralement les amants, les parents et les enfants, et même des familles entières. Dans le théâtre japonais et la tradition littéraire, un suicide double est celui, simultané, de deux amants dont le ninjō (« sentiments personnels », « compassion », ou « l'amour pour l'autre ») est en contradiction avec le giri, les « conventions sociales » ou les obligations familiales. Les suicides doubles sont assez communs dans l'histoire du Japon et constituent un thème important du répertoire de théâtre de marionnettes.
Le dénouement tragique est généralement connu du public et précédé d'un michiyuki, petit voyage poétique, où les amoureux évoquent les moments plus heureux de leur vie et leurs tentatives de s'aimer.

### Base historique

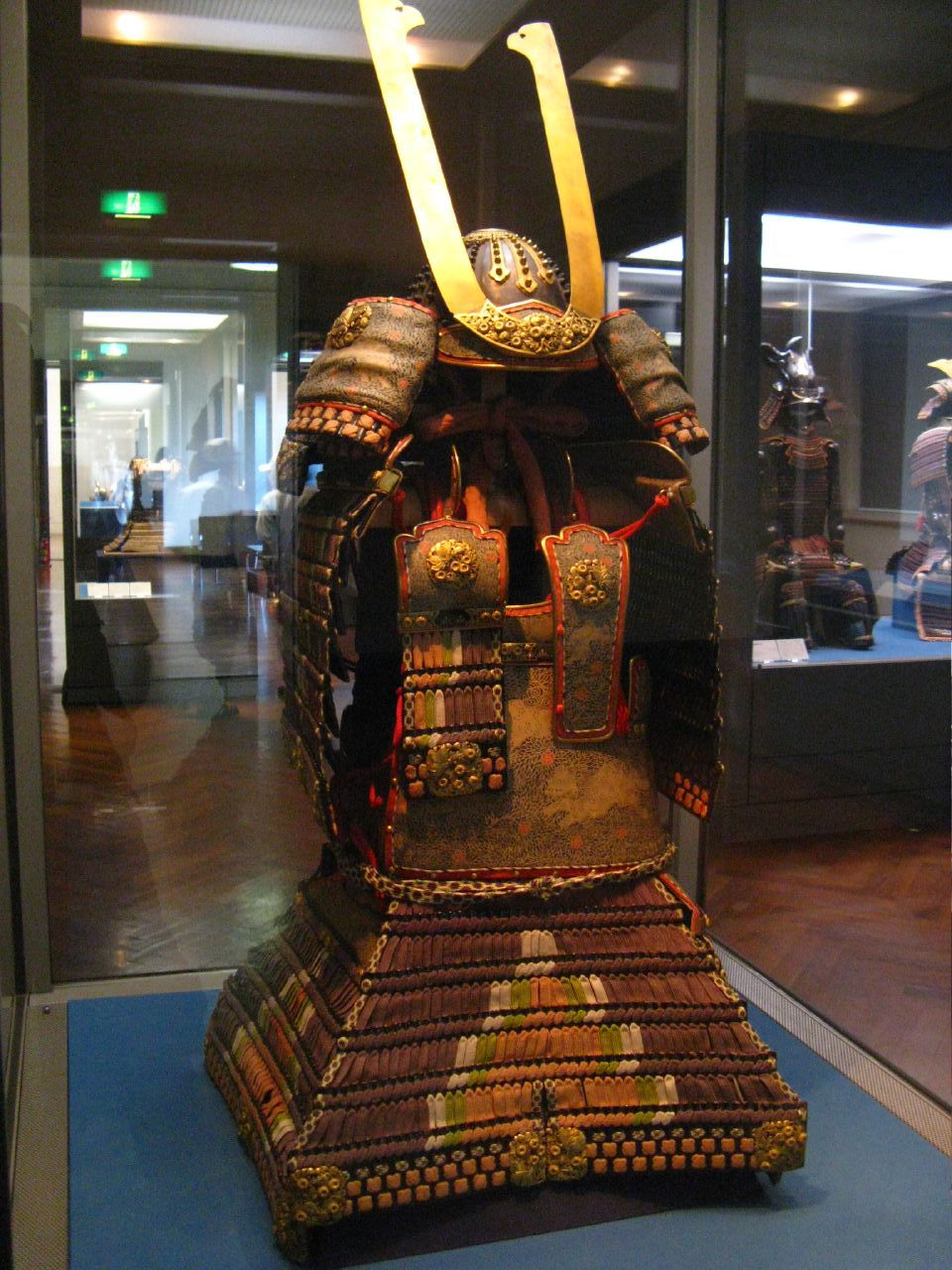
Une armure de samouraï

Durant la période du Shogunat Tokugawa, célèbre dynastie de shoguns basée à Edo (aujourd'hui Tokyo), les samouraïs, membres de la classe guerrière, étaient cantonnés en ville dans des lieux réservés et fermés. Les quartiers dit « des plaisirs » où travaillaient la majeure partie des prostituées étaient situés hors des villes et généralement des casernements militaires.
Lorsqu'une idylle naissait entre un samouraï et une prostituée, il n'y avait alors que deux solutions envisageables : soit le samouraï devait trouver l'argent nécessaire pour affranchir la jeune femme de sa condition, soit ils recouraient tous deux au Shinjū, le « suicide amoureux ».
Face à ce qui commençait à ressembler à une hécatombe, notamment popularisée par le théâtre kabuki, le gouvernement du Shogun dut prendre des mesures interdisant les rites funéraires aux guerriers ayant eu recours au Shinjū, situation extrêmement infamante et religieusement inacceptable.

### Base religieuse
Les amoureux qui commettent le double suicide croient qu'ils seront unis à nouveau dans le ciel, point de vue soutenu par l'enseignement féodal au cours de l'époque d'Edo du Japon, qui enseigne que le lien entre le mari et la femme se poursuit dans l'autre monde et par l'enseignement de bouddhisme de la Terre Pure où l'on croit que grâce au double suicide, on peut aborder la renaissance dans la Terre Pure.

## Études sur le Shinjū
Dans la préface qu'il rédige pour l'ouvrage Bunraku de Donald Keene, l'écrivain Jun'ichirō Tanizaki regrette la longueur des conclusions de toutes les pièces mettant en scène un double suicide, car le dénouement en est connu.

## Le Shinjū au cinéma
En 1969, le réalisateur Masahiro Shinoda adapte au cinéma la pièce de théâtre de marionnettes Shinjū ten no Amijima, sous le titre Double suicide à Amijima, adaptation moderniste accompagnée d'une musique de Tōru Takemitsu.

## Autour du Shinjū
L'écrivain Osamu Dazai s'est donné la mort par ce biais après plusieurs tentatives infructueuses.